# ジョン・W・キャンベル記念賞

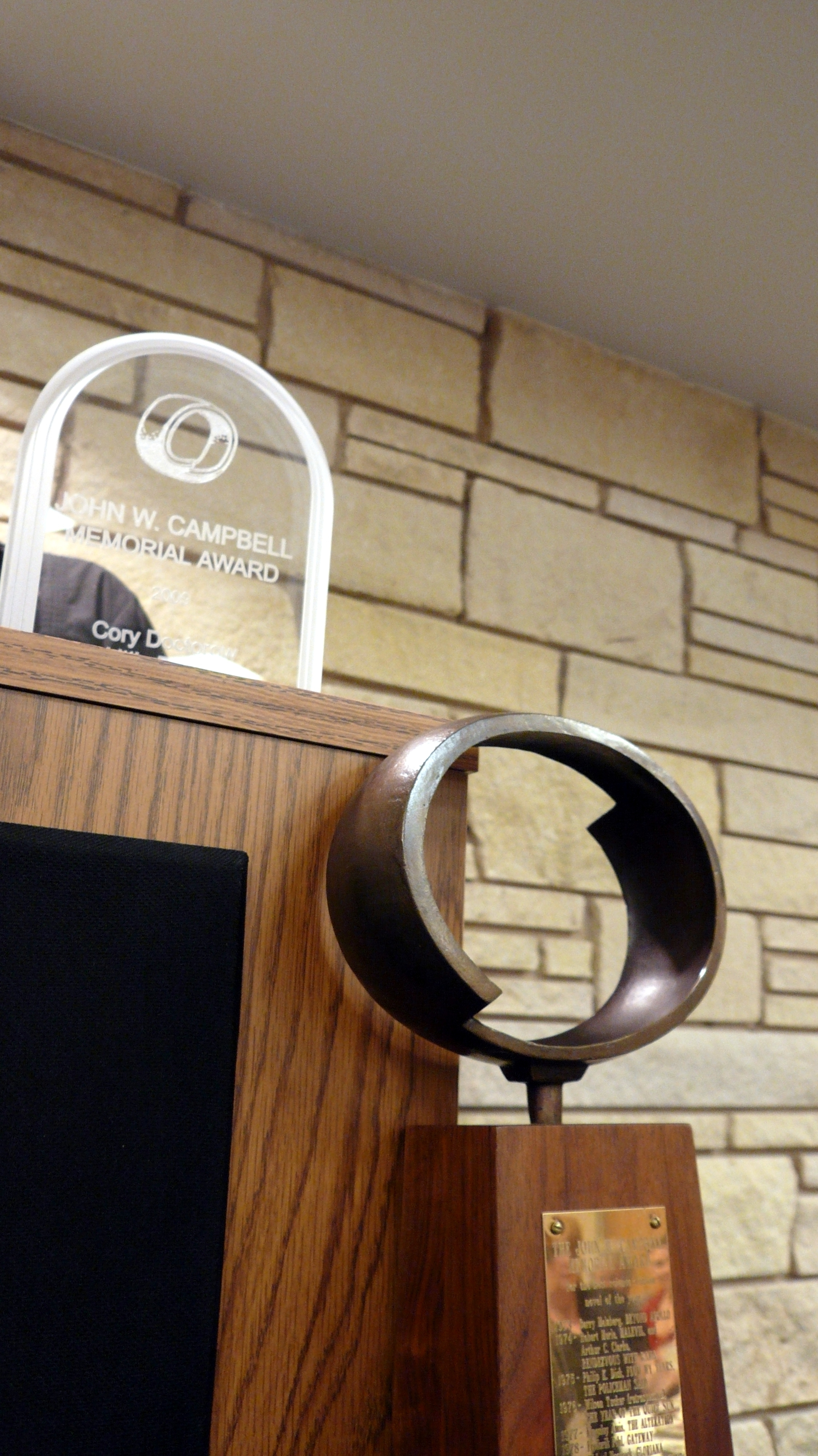
2009年にコリイ・ドクトロウに贈られたジョン・W・キャンベル記念賞のトロフィー

ジョン・W・キャンベル記念賞（ジョン・W・キャンベルきねんしょう、John W. Campbell Memorial Award for Best Science Fiction Novel）は、1994年を除いて毎年授与されている、SF小説（サイエンス・フィクション）の文学賞である。前年に英語で出版された長篇SF小説を対象としている。1973年ハリイ・ハリスンとブライアン・オールディスが、SF編集者ジョン・W・キャンベルにちなんで、キャンベルのようにSF作家たちを励ますことを目的として創設した。
1987年から始まった、短編SF小説を対象とするシオドア・スタージョン記念賞も同時に選考され、あわせて授賞式が行われる。なお、ワールドコンでヒューゴー賞とともに授賞式を行っているアスタウンディング新人賞（旧称ジョン・W・キャンベル新人賞）は、本賞と直接の関係はない。

## 選考
候補作の決定後、選考委員の議論により受賞作を決定する。2009年の委員は8名、2010年と2011年は9名だった。選考委員は1位、2位、3位という形で3作品まで選考し、発表する。
授賞式は従来様々な場所で行われてきたが、1979年からカンザス大学の Center for the Study of Science Fiction (CSSF) が毎年開催する Campbell Conference で行うようになった。そこでは、SFの創作、イラストレーション、出版、教育、批評などのカンファレンスが開催され、この賞の授賞式がクライマックスとなっている。受賞作家はカンファレンスだけでなく、その前の2週間開催されるSF作家ワークショップにも参加することがある。

### 選考委員
例として、2010年と2011年の選考委員は以下の9名だった。
1. グレゴリー・ベンフォード - 物理学者、ネビュラ賞受賞作家（『タイムスケープ』）
2. ポール・ディ・フィリポ（英語版） - SF作家、評論家
3. シーラ・フィンチ（英語版） - ネビュラ賞受賞作家、SF研究者
4. ジェイムズ・E・ガン - ヒューゴー賞受賞作家、SF研究者、デーモン・ナイト記念グランド・マスター賞受賞、アメリカSFファンタジー作家協会元会長
5. エリザベス・アン・ハル（英語版） - SF研究者、Science Fiction Research Association の元会長
6. Christopher McKitterick - SF作家、SF研究者、CSSF副センター長
7. Paul Kincaid - SF評論家、アーサー・C・クラーク賞の元審査委員長
8. パメラ・サージェント（英語版） - ネビュラ賞受賞作家、アンソロジー Women of Wonder の編集者
9. Tom Shippey - SF研究者、The Oxford Book of Science Fiction Stories の編集者

## 受賞作一覧
1973年と1974年には前年の最優秀長篇小説以外に特別な賞も授与している。
- 1973年: award for excellence in writing - ロバート・シルヴァーバーグ『内死（英語版）』 [1]
- 1974年: non-fiction award - カール・セーガン『宇宙との連帯（英語版）』[1]

1976年、選考委員会は該当作品がないと結論付け、1970年に出版された作品に遡及して特別に賞を与えた。
1994年、賞は与えられなかった。これは選考が紛糾してまとまらなかったためであり、賞に値する作品がなかったわけではない。審査員の意見が割れたため、これまでに4回、2作品が同時受賞したことがある。
フレデリック・ポール（1978、1985）とジョーン・スロンチェフスキは（1987、2012）は2回受賞している。
| 授賞年 | 受賞作                           | 原題                                      | 作者                                              |
| ------ | -------------------------------- | ----------------------------------------- | ------------------------------------------------- |
| 1973   | アポロの彼方                     | Beyond Apollo                             | バリイ・N・マルツバーグ                           |
| 1974   | 宇宙のランデヴー                 | Rendezvous with Rama                      | アーサー・C・クラーク                             |
| 1974   | マレヴィル                       | Malevil                                   | ロベール・メルル                                  |
| 1975   | 流れよ我が涙、と警官は言った     | Flow My Tears, The Policeman Said         | フィリップ・K・ディック                           |
| 1976   | 静かな太陽の年                   | The Year of the Quiet Sun                 | ウィルスン・タッカー (1970年の作品に遡及して授与) |
| 1977   | 去勢                             | The Alteration                            | キングズリー・エイミス                            |
| 1978   | ゲイトウェイ                     | Gateway                                   | フレデリック・ポール                              |
| 1979   | グローリアーナ                   | Gloriana                                  | マイケル・ムアコック                              |
| 1980   | 歌の翼に                         | On Wings of Song                          | トマス・M・ディッシュ                             |
| 1981   | タイムスケープ                   | Timescape                                 | グレゴリー・ベンフォード                          |
| 1982   |                                  | Riddley Walker                            | ラッセル・ホーバン                                |
| 1983   |                                  | Helliconia Spring                         | ブライアン・オールディス                          |
| 1984   | 独裁者の城塞                     | The Citadel of the Autarch                | ジーン・ウルフ                                    |
| 1985   |                                  | The Years of the City                     | フレデリック・ポール                              |
| 1986   | ポストマン                       | The Postman                               | デイヴィッド・ブリン                              |
| 1987   |                                  | A Door Into Ocean                         | ジョーン・スロンチェフスキ                        |
| 1988   | リンカーンの夢                   | Lincoln's Dreams                          | コニー・ウィリス                                  |
| 1989   | ネットの中の島々                 | Islands in the Net                        | ブルース・スターリング                            |
| 1990   |                                  | The Child Garden                          | ジェフ・ライマン                                  |
| 1991   |                                  | Pacific Edge                              | キム・スタンリー・ロビンソン                      |
| 1992   |                                  | Buddy Holly Is Alive and Well on Ganymede | ブラッドリー・デントン                            |
| 1993   |                                  | Brother to Dragons                        | チャールズ・シェフィールド                        |
| 1994   | 受賞作なし                       | 受賞作なし                                | 受賞作なし                                        |
| 1995   | 順列都市                         | Permutation City                          | グレッグ・イーガン                                |
| 1996   | タイム・シップ                   | The Time Ships                            | スティーヴン・バクスター                          |
| 1997   | フェアリイ・ランド               | Fairyland                                 | ポール・J・マコーリイ                             |
| 1998   | 終わりなき平和                   | Forever Peace                             | ジョー・ホールドマン                              |
| 1999   |                                  | Brute Orbits                              | ジョージ・ゼブロウスキー                          |
| 2000   | 最果ての銀河船団                 | A Deepness in the Sky                     | ヴァーナー・ヴィンジ                              |
| 2001   |                                  | Genesis                                   | ポール・アンダースン                              |
| 2002   |                                  | Terraforming Earth                        | ジャック・ウィリアムスン                          |
| 2002   | クロノリス─時の碑─               | The Chronoliths                           | ロバート・チャールズ・ウィルスン                  |
| 2003   | プロバビリティ・スペース         | Probability Space                         | ナンシー・クレス                                  |
| 2004   |                                  | Omega（英語版）                           | ジャック・マクデヴィット                          |
| 2005   |                                  | Market Forces                             | リチャード・モーガン                              |
| 2006   |                                  | Mindscan                                  | ロバート・J・ソウヤー                             |
| 2007   |                                  | Titan                                     | ベン・ボーヴァ                                    |
| 2008   |                                  | In War Times                              | キャスリン・アン・グーナン                        |
| 2009   | リトル・ブラザー                 | Little Brother                            | コリイ・ドクトロウ                                |
| 2009   |                                  | Song of Time                              | イアン・R・マクラウド                             |
| 2010   | ねじまき少女                     | The Windup Girl                           | パオロ・バチガルピ                                |
| 2011   | 旋舞の千年都市                   | The Dervish House                         | イアン・マクドナルド                              |
| 2012   | 軌道学園都市フロンテラ           | The Highest Frontier                      | ジョーン・スロンチェフスキ                        |
| 2012   | 夢幻諸島から                     | The Islanders                             | クリストファー・プリースト                        |
| 2013   | ジャック・グラス伝：宇宙的殺人者 | Jack Glass: The Story of A Murderer       | アダム・ロバーツ                                  |
| 2014   |                                  | Strange Bodies                            | マーセル・セロー                                  |
| 2015   | ハリー・オーガスト、15回目の人生 | The First Fifteen Lives of Harry August   | クレア・ノース                                    |
| 2016   |                                  | Radiomen（英語版）                        | エレナー・ラーマン                                |
| 2017   |                                  | Central Station                           | ラヴィ・ティドハー                                |
| 2018   | 天才感染症                       | The Genius Plague                         | デイヴィッド・ウォルトン                          |
| 2019   | 黒魚都市                         | Blackfish City                            | サム・J・ミラー                                   |

出典: 公式ホームページに受賞作とノミネート作（2位と3位）の一覧がある。